# James South
Pour les articles homonymes, voir South.
Sir James South (octobre 1785-19 octobre 1867) est un astronome britannique.

## Biographie
South fait partie des fondateurs de la Royal Astronomical Society, c'est à son nom qu'une pétition est faite pour obtenir une charte royale en 1831 pour ce qui va devenir cette société savante.
Avec John Herschel, il produit un catalogue de 380 étoiles doubles en 1824, réobservant de nombreuses étoiles précédemment étudiées par William Herschel, il continue alors à observer 458 autres étoiles doubles durant l'année suivante.
Il remporte la médaille Copley en 1826 et la médaille d'or de la Royal Astronomical Society la même année. Il est fait chevalier en 1831. Deux cratères portent son nom, un sur la Lune et un sur Mars.
Il est une des deux parties d'une querelle judiciaire notable, lorsque le fabricant Edward Troughton le poursuit afin de se faire payer une monture équatoriale que South considère comme défectueuse. Après avoir perdu le procès, il démolit le télescope source du litige.